# 苏州大学附属瑞华医院
苏州大学附属瑞华医院，位于中华人民共和国江苏省苏州市吴中区越溪塔韵路5号，经营范围包括预防强健科、外科、妇产科、眼科、康复医学科、中医科、健康体检等。该院于2010年成为苏州市首批工伤康复定点医疗机构。

## 备注
1. ↑  营业执照上称“苏州瑞华骨科有限公司”